# 展毛韧黄芩
展毛韧黄芩（学名：Scutellaria tenax var. patentipilosa）为唇形科黄芩属下的一个变种。

## 扩展阅读
- 維基物種上的相關：展毛韧黄芩